# Missen-Wilhams
Missen-Wilhams là một đô thị ở Oberallgäu bang Bayern thuộc nước Đức.